# Balança fiscal
Per balança fiscal d'una Comunitat Autònoma (o d'un Estat federat en una Federació) s'entén, com a definició habitual dels experts (i que es correspon amb el qual normalment es sobreentén per tal en els mitjans de comunicació, informes de les Administracions al respecte, i debats polítics -així com amb el qual entenem el públic en general): La diferència entre els impostos estatals i cotitzacions socials recaptats (que suporten els residents de la comunitat autònoma), al llarg d'un any, i els recursos públics que, des de l'Administració Central, es destinen o reverteixen –directament o indirectament– als residents de tal comunitat i a les institucions d'autogovern,,
En d'altres termes: la diferència entre ''l'esforç fiscal'' dels residents en el territori, recaptat per l'Administració Central, EF, i el ''retorn al territori'', R. La part principal d'aquest és un ''retorn'' monetari, dit ''directe'', Rd, en forma de transferències al govern autònom i ajuntamens, pagaments directes als residents (Pensions i Subsidis d'atur, principalment) i desèsescentrals en infraestructures en el territori. l'altra part –dita ''retorn indirecte'', Ri, – és en forma de serveis de caràcter estatal o central, en la part corresponent als residents del territori (la part proporcional, bàsicament segons població). És adir, R =Rd + Ri. I, en definitiva, ''Balança fiscal = EF – R.
Encara que és freqüent expressar-la a la inversa: Balança fiscal = R – EF, perquè així quan l' EF és més gran que el R el signe negatiu de la diferència s'associa més intuïtivament amb la idea d‘un ‘''Dèficit'' fiscal' del territori/unitat autònoma corresponent, en el sentit de que fiscalment ha contribuït més, al conjunt estatal/federal, del que li ha ‘retornat’.

## Mètodes de càlcul
El concepte anterior o Balança Fiscal pròpiament dita es correspon amb el qual els experts denominen càlcul de Càrrega (EF) - Benefici (R). Es fan també dos tipus de càlculs alternatius -especialment amb relació a Catalunya-, que responen lògicament a conceptes diferents al de Balança fiscal pròpiament dita. Un d'ells consisteix a la pràctica en no comptar com a Retorns els Retorns Indirectes, Ri (part proporcional de les despeses centrals d'Estat) en la mesura en que són despeses que no es gasten monetàriament en el territori. És el que els experts denominen balança de fluxos monetaris, balança monetària o, també, saldo fiscal brut. L'altre tipus de càlculs alternatius és el del saldo hipotètic o teòric, que en termes tècnics es coneix com el resultat de l'operació de neutralitzar la xifra resultant de la balança fiscal, o be el de la balança monetària.. Aquest càlcul complementari d'un saldo hipotètic equival a contestar la següent pregunta (p.e., per a l'any 2014): “quin hagués estat al 2014 el dèficit fiscal (o el monetari) de Catalunya si, el 2014, l'Estat hagués apujat els impostos en la quantia necessària per tal que –tot mantenint les mateixes despeses totals– el pressupost global de l'Administració Central hagués quedat equilibrat (i, per tant, l'Estat no s'hagués hagut d'endeutar)?” (Es refereix al dèficit pressupostari estatal que cada any Espanya ha de negociar i comprometre’s amb la Comissió Europea). En tal hipotètic escenari d'una política estatal de ‘dèficit pressupostari (estatal) cero’ la càrrega fiscal en el cas de Catalunya (i de cada Comunitat Autònoma) hauria estat superior, en una xifra igual a la part proporcional (segons població) del dèficit pressupostari que efectivament va tenir l'Administració Central (l'expressió tècnica és "neutralitzar, per la via dels Ingressos"). I, per tant, el seu dèficit fiscal hauria estat bastant superior. Es tracta doncs d'una xifra purament hipotètica, en tant que la hipòtesi sobre el passat en la qual es basa no es va donar.

## Exemples
Balança Fiscal pròpiament dita. 1) Darreres dades publicades pel Ministeri d'Hisenda :

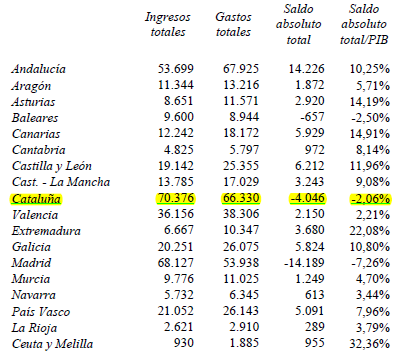
Ministerio de Hacienda, “Informe sobre la dimensión territorial de la actuación de las Administraciones Públicas, Ejercicio 2014”, Madrid, Julio de 2017.

Ingressos i Despeses Totals de l'Administración de l'Estat, per CC. AA. any 2014; Informe referit, pag. 12
“Ingresos totales” = Esforç fiscal, EF; 
“Gastos totales” = Retorns, directes e indirectes; Rd + Ri
"Saldo absoluto total" = Balança Fiscal = Rd + Ri ̶ E ; (signe negatiu, dèficit; signe positiu, superàvit)
[La diferència ‘Total Ingresos' – “Total Gastos', significa que l'Administració Central com a tal va tenir al 2014 un dèficit de 36.335 M€].

## A Catalunya
Balança fiscal pròpiament dita * ; 2) Darreres dades publicades pel Departament d'Economia i Hisenda de la Generalitat de Catalunya:
(*) La diferència entre els impostos estatals i cotitzacions socials recaptats ('Esforç Fiscal', que suporten els residents de la comunitat autònoma), al llarg d'un any, i els recursos públics que, des de l'Administració Central, es destinen o reverteixen –monetàriament o en serveis- a les institucions del territori (govern autònom, Ajuntaments, ..) i als residents de tal comunitat ('Retorns'). Entenent per Retorns els retorns monetaris o directes (Rd): [Transferències al Govern de la Generalitat, i als Ajuntaments; pagaments estatals directes a persones (Pensions, Subsidis d'Atur, etc.) o empreses (Subvencions, Desgravacions), i inversions en infraestructures en el territori]. I els retorns indirectes (Ri) en forma de serveis centrals (part proporcional -bàsicament segons població- de les despeses de la superestructura estatal, o despeses 'd'Estat',
Les darreres dades al respecte clarament comparables disponibles (a data Gener 2021) són les publicades, tant pel Ministeri d'Hisenda com per la Generalitat (Departament d'Economia), al Juliol de 2017, referides a l'any 2014. Posteriorment (gener 2020), la Generalitat ha publicat els seus càlculs per als anys 2015 i 2016 –però no així el Ministeri.
| Any                    | 2014      | 2014        | 2015      | 2015        | 2016      | 2016        |
|                        | Ministeri | Generalitat | Ministeri | Generalitat | Ministeri | Generalitat |
| Dèficit* (milions d'€) | 4.046     | 6.144       | n.p.      | 8.430       | n.p.      | 7.981       |
| % sobre el PIB català  | 2,1%      | 3,1%        |           | 4,1%        |           | 3,8%        |

Gràficament: 

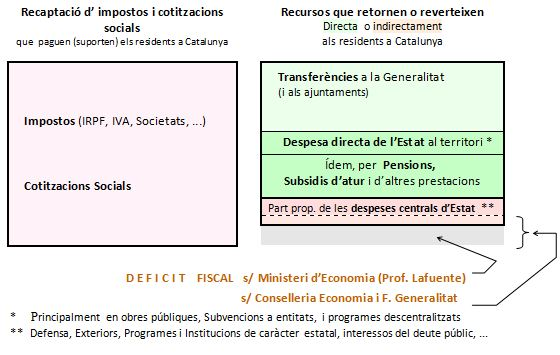
Esquema Balança Fiscal Catalunya / Ministeri d'Hisenda

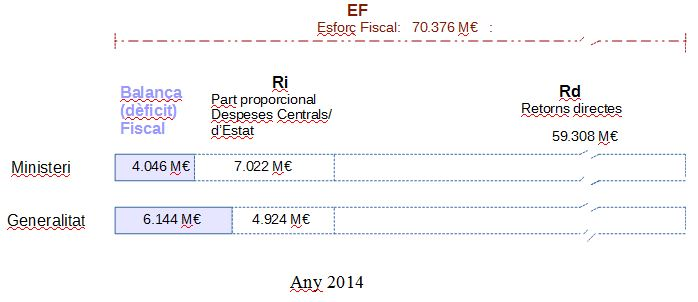
Resum Balança Fiscal Catalunya, Esforç Fiscal - Retorns, 2014, comparatiu

La diferència bàsica entre les xifres de la Generalitat
(Departament d'Economia i Finances) i les del Ministeri (2.098 Milions d'Euros) prové de que la Generalitat compta 2.098 milions d'Euros menys que el Ministeri pel que fa a 'part proporcional de les despeses centrals, d'Estat'.
Vist gràficament:
Balança (Dèficit) fiscal anys anteriors: veure Wikipedia, "Balança fiscal de Catalunya amb Espanya".
Per exemple: El dèficit fiscal (càrrega - Benefici) de Catalunya l'any 2010 va ser d'11.258 milions d'euros, que representava un 5,8% del PIB de Catalunya.